# Eidinemacheilus proudlovei
Eidinemacheilus proudlovei là một loài cá hang động trong họ cá Nemacheilidae thuộc bộ cá chép, chúng là loài cá bản địa từ Iran đến Kurdistan Chúng là loài cá bị mù. 

## Đặc điểm
Loài này là những con cá mù, hoàn toàn không có mắt ở vùng Kurdistan thuộc Iraq. Những con cá được coi là đột biến này bơi lên mặt nước của dòng suối ngầm và chẳng bao lâu chúng đều bị chim ăn thịt. Khác với loài chạch, chúng không có mắt, chẳng có vảy và da không màu. những con cá sống trong suối ngầm này ăn màng vi khuẩn bám trên thành của các hang sâu. Chúng tìm kiếm thức ăn nhờ các cơ quan ở dọc bên lườn, các loài cá đều có những cơ quan cảm biến độc đáo dọc theo lườn trên thân giúp cảm nhận dòng nước chảy nhưng ở loài cá sống ngầm trong đất thì những cơ quan đó rất phát triển. 